# Ladislas d’Opole
Ladislas d’Opole (en polonais Władysław opolski), de la dynastie des Piasts, est né vers 1225 et décédé en 1281 ou 1282. Il est le fils cadet de Casimir Ier d’Opole. 
Il a été duc de Kalisz (1234-1244), duc de Wieluń (1234-1249), duc d’Opole et de Racibórz de 1246 à sa mort. Jusqu’en 1241, il s’est trouvé sous la protection du duc de Silésie. 

## Biographie
À la mort de son père en 1230, lui et sa famille sont pris sous la protection d’Henri Ier le Barbu. Sa mère assure la régence et poursuit la politique d’étroite collaboration avec l’Église, mise en place par Casimir d’Opole. En 1233, sans doute avec l’accord d’Henri Ier le Barbu, elle obtient une bulle du pape Grégoire IX par laquelle il la place, ainsi que ses enfants, sous la protection de l’archevêché de Gniezno et des évêchés de Wrocław et d’Olomouc. L’année suivante, Henri Ier prend le contrôle du duché d’Opole, donnant en échange à la famille de Casimir Ier d’Opole les régions de Kalisz et de Wieluń. Cependant, il ne remet pas en question le droit des fils de Casimir à régner sur le duché de leur père. En 1238, à la suite de la mort d’Henri Ier le Barbu, son fils Henri II le Pieux reprend le duché d’Opole et de Racibórz sous sa protection mais doit très vite reconnaître le droit de Mieszko II l’Obèse, le frère aîné de Ladislas, à gouverner le duché de son père. Ladislas et sa mère continuent à régner sur le duché de Kalisz, sous la protection du duc de Wrocław.
En 1241, Ladislas atteint l’âge de sa majorité mais ne revendique pas une partie du territoire de son frère, se contentant de régner sur le duché de Kalisz. La mort d’Henri II le Pieux à la bataille de Legnica change la situation, son successeur Przemysl Ier de Grande Pologne voulant récupérer Kalisz. En 1244, Ladislas abandonne Kalisz au duc de Grande-Pologne pour ne conserver que Wieluń (jusqu’en 1249). 
En 1246, son frère aîné Mieszko II l’Obèse décède sans laisser de descendance. Ladislas est son héritier et lui succède. Il normalise ses relations avec la Grande Pologne en renonçant à toute prétention sur le duché de Kalisz et en épousant Euphémie, la fille de Ladislas Odonic.
Ce mariage l’implique très vite dans la guerre entre la Hongrie et la Bohême. Au début, il soutient la Hongrie, participant à la campagne militaire de Boleslas V le Pudique contre la Bohême. En 1255, pour des raisons qui ne nous sont pas connues, il passe dans le camp d’Ottokar II de Bohême. En 1262, à l’occasion d’une assemblée des ducs Piasts à Danków, il essaye sans succès de convaincre Boleslas le Pieux de Grande Pologne et Boleslas V le Pudique de rejoindre le camp tchèque. Ce refus a sans doute incité le roi de Bohême à lorgner le trône de Cracovie. 
En 1273, l’occasion de monter sur le trône de Cracovie s’offre à Ladislas. Une partie de la noblesse de Petite Pologne se révolte et propose à Ladislas de remplacer Boleslas V le Pudique. Les rebelles et l’armée de Ladislas sont écrasés par le duc de Cracovie. Ladislas et Boleslas concluent un traité de paix l’année suivante. 
Le 25 août 1278, la Bohême, dont le tiers des troupes venait de Silésie, est écrasée. Heureusement, Ladislas n’avait pas envoyé de troupes pour participer à cette bataille décisive. Il profite de la confusion pour essayer d’annexer une partie de la Bohême. Ce n’est que 3 ans plus tard, au congrès de Vienne, que les relations avec la Bohême se normaliseront. Ce congrès permet à Ladislas de se trouver un nouvel allié en la personne du duc de Wrocław Henri IV le Juste qui épouse sa fille. 
Sur le plan intérieur, il a poursuivi la politique de ses prédécesseurs, privilégiant de bonnes relations avec l’Église et s’efforçant de développer l’économie de son duché. Il a donné le droit de Magdebourg à de nombreuses localités (Bytom, Gliwice, Oświęcim, etc.). Il a aussi fait construire des monastères.  

## Postérité
Ladislas d’Opole est décédé en 1280 ou en 1281, laissant une fille et quatre fils (Mieszko de Cieszyn, Casimir de Bytom, Bolko Ier d’Opole et Przemyslav de Racibórz). Il a été inhumé dans l’église des Dominicains de Racibórz.  